# Саат кула (Неготино)
Саат кула (на македонска литературна норма: Саат-кула) е частично разрушена османска часовникова кула в град Неготино, днес Северна Македония.
Кулата е изградена в 1810 година от Абдул Зехир ага според запазените каменни надписи на арабица над входа на кулата. Кулата има шестоъгълна форма. Каменната основа, гръдена от дялан камък, е висока 13 – 14 m, а зидовете са дебели 1 m. Над каменната основа е имало дървена надстройка, висока още 5-6 m, с четири отвора за часовници, свързани с камбана.
Камбаната и механизмите изчезват по време на Балканската война в 1912 – 1913 година.